# الأرق (رواية)
الأرق هي رواية رعب/فانتازيا من عام 1994 للكاتب الأمريكي ستيفن كينغ. مثل الشيء ولاقطة الأحلام، فإن موقعها هو مدينة ديري الخيالية في ولاية مين. أُصدرت الطبعة المجلدة الأصلية مع أغلفة حفظ في تصميمين متكاملين. الأول مُصوّر على اليمين؛ والثاني يكون فيه اللونان الأبيض والأحمر معكوسين. في مذكراته، عن الكتابة، يقول كينغ أن الأرق وروز مادر «روايتان قاسيتان، تحملتا محاولات جاهدة كي تكون حبكتهما محكمة ولكن ظهر ذلك بشكل مبالغ فيه».

## الحبكة
تدور أحداث القصة في عوالم ستيفن كينغ المتعددة في مدينة ديري الخيالية بولاية مين. حين يصادف رالف روبرتس، المتقاعد، صديقه الطيب إد ديبنو في المطار المحلي، حيث يتصرف بعنف ويحلف اليمين على نحو فاحش على سائق مُتهمًا إياه بالتورط في نقل أنسجة الأجنة من حالات الإجهاض. بعد بضعة أشهر، والآن أرملًا، يصادف رالف زوجة إد، هيلين، التي تعرضت للضرب المبرح من قبل زوجها بعد أن وقعت على عريضة مؤيدة لحرية الاجهاض. في الأشهر التي تلت هذه الأحداث، هجرت هيلين إد واختبأت في ملجأ للسيدات بينما بدأ رالف يعاني من الأرق أثناء النوم، ويستيقظ في وقت أبكر كل ليلة حتى أصبح بالكاد يتمكن من النوم لمدة ساعة كل ليلة. مع تطور الأرق، بدأ رالف في رؤية الأشياء غير المرئية وغير الملموسة للآخرين: المظاهر الملونة لقوة الحياة المحيطة بالناس (الهالات)، والكائنات ذات اللون الأبيض الصغيرة التي يسميها «الأطباء الصُلعان الصغار»، بناءً على مظهرهم، كما بدأ تدريجيًا يعتقد بأن هذه الكائنات موجودة بالفعل على مستوى مختلف من الواقع. أدرك رالف أن إد ديبنو كان يرى أيضًا هذه الأشياء. لويس تشاس، صديقة لرالف، تعاونت معه بعد أن اعترفت هي أيضًا بأنها بدأت في الآونة الأخيرة في رؤية الهالات التي يمكنها تفسيرها.
يصادف رالف ولويس اثنين من «الأطباء الصلعان» الذين يتصرفون بكرامة ويخلصون الناس من الحياة عندما يحين «وقتهم»، وطبيب أصلع، يدعى أتروبوس، هو شخص مخادع مجنون. يتعلمون أن الحياة، كما يعرفونها، تحكمها قوى أو كيانات «الهدف» و «العشوائية»، الذين ليسوا أعداء على قدر تعارضهم، وأن إد ديبنو هو واحد من الكائنات النادرة جدًا التي لم يتم تعيينها لأي منهم وبالتالي يمكن أن يغير وجوده. قيل لهم إن نوعًا من الكيان الأعلى المعروف باسم «ملك القرمز» قام بخطوة، من خلال أتروبوس، للتلاعب بـ ديبنو، بطريقة من شأنها أن تزعزع ترتيب الكون بأكمله. حفّز أرقهم الطبيبان الأصلعان الصغيران، وهما عميلان لـ «الهدف»، لمساعدتهما في الوصول إلى هذا المستوى من الإدراك، حتى يتمكنوا من هزيمة أتروبوس. يُعرض لهم المركز المدني حيث من المقرر أن تتحدث سوزان داي، المتحدثة الشهيرة المؤيدة لحرية الإجهاض، والتي يكرهها الكثيرون في بلدة ديري؛ يحيط بالمبنى هالة سوداء، ما يدل على أن المستقبل قد حُدّد مُسبقًا، حيث من المقرر لإد أن يدمر المركز. وقد لعب الملك القرمزي بمشاعر الأخير المتعلقة بالإجهاض حتى أصبح إد متعصبًا وقريبًا من الجنون. وهو يعتزم شن هجوم كاميكازي، بقيادة طائرة صغيرة تحتوي على متفجرات سي-4 داخل المركز خلال الخطاب. يشعرون بالاستياء من التلاعب بهم، لكنهم يدركون أيضًا أنه يجب عليهم فعل ما في وسعهم لمنع الهجوم.
هاجم حلفاء إد ديبنو وأضرموا النار في الملجأ حيث تقيم هيلين ديبنو. أنقذ رالف ولويس السكان. ثم بحثوا بعد ذلك عن أتروبوس وتغلب رالف عليه، حاصلًا على وعد بالخروج من أعمالهم، كان الأطباء جميعًا ملزمين بكلماتهم. مع ذلك، عند إطلاق سراحه، انتقم أتروبوس من خلال عرض لمحة عن تأثير سيارة في المستقبل القريب لرالف حيث كان يأخذ فيها حياة ناتالي ديبنو، ابنة هيلين الصغيرة، كانتقام.